# Арпеджіоне
Арпеджіоне (арпеджоне італ. arpeggione, фр. guitare d'amour — гітара любові) — струнний смичковий інструмент. Його сконструював 1823 року віденський майстер Г. Штауфер. Поєднує ознаки віолончелі (розмір, спосіб тримання інструменту та видобування звуку) та гітари (форма корпусу, кількість струн та їх настройка, лади на грифі). Першим виконавцем на арпеджіоне був В. Шустер, який видав школу гри на цьому інструменті.
Поширення не отримав. Франц Шуберт написав для арпеджіоне з фортепіано сонату, що була видана як Соната для арпеджіоне або віолончелі й фортепіано, а в сучасності виконується на віолончелі або в альтовому перекладенні.